# Giorgio Maurizio di Sassonia-Altenburg
Giorgio Maurizio di Sassonia-Altenburg (Potsdam, 13 maggio 1900 – Rendsburg, 13 febbraio 1991) era il principe ereditario della casa di Sassonia-Altenburg.

## Biografia
Giorgio Maurizio era il secondogenito e primo figlio del duca Ernesto II di Sassonia-Altenburg e sua moglie, la principessa Adelaide di Schaumburg-Lippe.
Il 7 febbraio 1908 il padre divenne reggente del Ducato. In questa occasione, la famiglia si trasferì a Altenburg.
Nella sua gioventù, Giorgio Maurizio divenne seguace dell'antroposofia. Nei primi anni 1930 il suo incontro con Siegfried Pickert fu cruciale: si spostò a Hamborn Schloss, dove fu attivo dal 1931 in qualità di rappresentante degli insegnamenti antroposofici.
Anche se il regime nazista vietò l'antroposofia, grazie alla mediazione di Giorgio Maurizio fu possibile lavorare con i bambini disabili nel castello di Hamborn fino al giugno 1941. Alla fine, tuttavia, la Gestapo fece cessare l'attività eil principe Giorgio, per nove mesi e mezzo, fu sotto custodia protettiva.

## Duca di Sassonia-Altenburg
Quando suo padre morì, nel 1955, Giorgio Maurizio divenne il capo della casa del duca Sassonia-Altenburg. Non si sposò mai e il suo unico fratello e presunto erede, Federico, morì celibe nel 1985.

## Morte
Morì il 13 febbraio 1991. Con la sua morte, avvenuta nel Rendsburg, in Germania, la casa di Sassonia-Altenburg si estinse.

## Albero genealogico
|                                        |                                       |                                     | Genitori                                  |  |  | Nonni |  |  | Bisnonni                      |  |  | Trisnonni                      |  |
|                                        |                                       |                                     |                                           |  |  |       |  |  | Giorgio di Sassonia-Altenburg |  |  | Federico di Sassonia-Altenburg |  |
|                                        |                                       |                                     |                                           |  |  |       |  |  | Giorgio di Sassonia-Altenburg |  |  | Federico di Sassonia-Altenburg |  |
|                                        |                                       | Carlotta di Meclemburgo-Strelitz    |                                           |  |  |       |  |  | Giorgio di Sassonia-Altenburg |  |  |                                |  |
| Maurizio di Sassonia-Altenburg         |                                       |                                     |                                           |  |  |       |  |  | Giorgio di Sassonia-Altenburg |  |  |                                |  |
|                                        |                                       | Maria di Meclemburgo-Schwerin       | Federico Ludovico di Meclemburgo-Schwerin |  |  |       |  |  |                               |  |  |                                |  |
|                                        |                                       | Maria di Meclemburgo-Schwerin       | Federico Ludovico di Meclemburgo-Schwerin |  |  |       |  |  |                               |  |  |                                |  |
|                                        |                                       | Maria di Meclemburgo-Schwerin       | Elena Pavlovna Romanova                   |  |  |       |  |  |                               |  |  |                                |  |
| Ernesto II di Sassonia-Altenburg       |                                       | Maria di Meclemburgo-Schwerin       |                                           |  |  |       |  |  |                               |  |  |                                |  |
|                                        |                                       | Bernardo II di Sassonia-Meiningen   | Giorgio I di Sassonia-Meiningen           |  |  |       |  |  |                               |  |  |                                |  |
|                                        |                                       | Bernardo II di Sassonia-Meiningen   | Giorgio I di Sassonia-Meiningen           |  |  |       |  |  |                               |  |  |                                |  |
|                                        |                                       | Bernardo II di Sassonia-Meiningen   | Luisa Eleonora di Hohenlohe-Langenburg    |  |  |       |  |  |                               |  |  |                                |  |
| Augusta di Sassonia-Meiningen          |                                       | Bernardo II di Sassonia-Meiningen   |                                           |  |  |       |  |  |                               |  |  |                                |  |
|                                        |                                       | Maria Federica d'Assia-Kassel       | Guglielmo II d'Assia                      |  |  |       |  |  |                               |  |  |                                |  |
|                                        |                                       | Maria Federica d'Assia-Kassel       | Guglielmo II d'Assia                      |  |  |       |  |  |                               |  |  |                                |  |
|                                        |                                       | Maria Federica d'Assia-Kassel       | Augusta di Prussia                        |  |  |       |  |  |                               |  |  |                                |  |
| Giorgio Maurizio di Sassonia-Altenburg |                                       | Maria Federica d'Assia-Kassel       |                                           |  |  |       |  |  |                               |  |  |                                |  |
|                                        | Giorgio Guglielmo di Schaumburg-Lippe | Filippo II di Schaumburg-Lippe      |                                           |  |  |       |  |  |                               |  |  |                                |  |
|                                        | Giorgio Guglielmo di Schaumburg-Lippe | Filippo II di Schaumburg-Lippe      |                                           |  |  |       |  |  |                               |  |  |                                |  |
|                                        | Giorgio Guglielmo di Schaumburg-Lippe | Giuliana d'Assia-Philippsthal       |                                           |  |  |       |  |  |                               |  |  |                                |  |
| Guglielmo di Schaumburg-Lippe          | Giorgio Guglielmo di Schaumburg-Lippe |                                     |                                           |  |  |       |  |  |                               |  |  |                                |  |
|                                        |                                       | Ida di Waldeck e Pyrmont            | Giorgio I di Waldeck e Pyrmont            |  |  |       |  |  |                               |  |  |                                |  |
|                                        |                                       | Ida di Waldeck e Pyrmont            | Giorgio I di Waldeck e Pyrmont            |  |  |       |  |  |                               |  |  |                                |  |
|                                        |                                       | Ida di Waldeck e Pyrmont            | Augusta di Schwarzburg-Sondershausen      |  |  |       |  |  |                               |  |  |                                |  |
| Adelaide di Schaumburg-Lippe           |                                       | Ida di Waldeck e Pyrmont            |                                           |  |  |       |  |  |                               |  |  |                                |  |
|                                        |                                       | Federico Augusto di Anhalt-Dessau   | Federico di Anhalt-Dessau                 |  |  |       |  |  |                               |  |  |                                |  |
|                                        |                                       | Federico Augusto di Anhalt-Dessau   | Federico di Anhalt-Dessau                 |  |  |       |  |  |                               |  |  |                                |  |
|                                        |                                       | Federico Augusto di Anhalt-Dessau   | Amalia d'Assia-Homburg                    |  |  |       |  |  |                               |  |  |                                |  |
| Batilde di Anhalt-Dessau               |                                       | Federico Augusto di Anhalt-Dessau   |                                           |  |  |       |  |  |                               |  |  |                                |  |
|                                        |                                       | Maria Luisa Carlotta d'Assia-Kassel | Guglielmo d'Assia-Kassel                  |  |  |       |  |  |                               |  |  |                                |  |
|                                        |                                       | Maria Luisa Carlotta d'Assia-Kassel | Guglielmo d'Assia-Kassel                  |  |  |       |  |  |                               |  |  |                                |  |
|                                        |                                       | Maria Luisa Carlotta d'Assia-Kassel | Luisa Carlotta di Danimarca               |  |  |       |  |  |                               |  |  |                                |  |
|                                        |                                       | Maria Luisa Carlotta d'Assia-Kassel |                                           |  |  |       |  |  |                               |  |  |                                |  |